# Sybra fuscopicta
Sybra fuscopicta är en skalbaggsart som beskrevs av Stefan von Breuning 1940. Sybra fuscopicta ingår i släktet Sybra och familjen långhorningar. Inga underarter finns listade i Catalogue of Life.